# 富山県警察
富山県警察（とやまけんけいさつ）は、富山県の都道府県警察である。略称は富山県警。
富山県公安委員会管理。給与支払者は富山県知事。警察庁中部管区警察局管内。
本部所在地は富山市新総曲輪1番7号。山岳警備隊を有する。

## 沿革
- 1948年（昭和23年） - 旧警察法施行に伴い、富山県警察部が廃止され、国家地方警察富山県本部と、富山市警察などの自治体警察に分割される。
- 1954年（昭和29年）7月1日 - 新警察法施行に伴い、富山県警察に再編成される。当初は県庁内の旧国家地方警察富山県本部の庁舎を充てていた[1]。
  - 発足当初は18署体制（富山・岩瀬・八尾・大久保・入善・黒部・魚津・滑川・上市・小杉・新湊・伏木・高岡・氷見・砺波・井波・福光・石動）[2]。なお、大久保警察署はこの年の12月25日、大沢野警察署に名称を変更している[3]。
- 1961年（昭和36年）12月1日 - 富山県庁敷地内に庁舎新築（地上4階建）[4]。別館の鑑識課と警察学校同居の教養課も同地に移転した[5]。
- 1962年（昭和37年）8月1日 - 石動警察署を小矢部警察署に改称[6]。
- 1965年（昭和40年）3月5日 - 山岳警備隊発足[7]。
- 1968年（昭和43年）4月1日 - 岩瀬警察署を富山北警察署に改称[8]。
- 1971年（昭和46年）5月10日 - 交通情報センターを新設[9]。
- 1973年（昭和48年）
  - 4月1日 - 伏木警察署を廃止し、高岡警察署へ統合[10]
  - 10月1日 - 高速交通隊発足[11]。
- 1994年（平成6年）5月20日 - 富山県議会議事堂南側に現庁舎竣工（地上11階地下2階建）[12]。
- 2024年（令和6年）
  - 2月15日 - 砺波エリア（砺波警察署、南砺警察署、小矢部警察署）でブロック運用を導入し、署長、副署長、次長を除く警察官が各署を兼務する体制に移行[13]。
  - 7月1日 - 高岡エリア（高岡警察署、氷見警察署）、新川西エリア（滑川警察署、上市警察署）、新川東エリア（入善警察署、黒部警察署、魚津警察署）でもブロック運用を導入し、署長、副署長、次長を除く警察官が各署を兼務する体制に移行[13]。

## 本部組織
- 警務部
  - 総務課
    - 秘書係、渉外係
    - 公安委員会補佐室 - 公安委員会係
    - 広報室 - 広報係
    - 被疑者取調べ監督室 - 被疑者取調べ監督係

  - 警察相談課
    - 広聴係、犯罪被害者支援係、情報公開係、文書管理係

  - 会計課
    - 予算係、調度係
    - 監査室 - 監査係、国費出納係、県費出納係
    - 施設整備室 - 管財係、庁舎建設係、営繕係

  - 情報管理課
    - 電算運用開発係、照会センター係
    - 情報セキュリティ室 - 企画係、情報セキュリティ係

  - 警務課
    - 庶務係、装備係
    - 企画調整室 - 企画調整第一係、企画調整第二係、デジタル推進係
    - 施設企画室 - 施設企画係
    - 人事管理室 - 人事係、採用係、給与係

  - 教養課
    - 機関誌係、術科教養係
    - 人材育成室 - 人材育成係

  - 厚生課
    - 共済係、福利厚生係
    - 健康管理室 - 健康管理係、保健指導係、支援係

  - 監察官室
    - 表彰係、監察第一係、監察第二係、監察第三係

  - 留置管理課
    - 企画・指導係、管理・護送係、看守第一係、看守第二係

- 生活安全部
  - 生活安全企画課
    - 庶務係、企画係、指導係
    - 犯罪抑止対策室 - 犯罪抑止対策係、情報分析係
    - 許認可管理指導室 - 営業係、警備業係、探偵業係、鉄砲・危険物係、支援・指導係
    - 生活安全特別捜査室 - 企画・指導係、生活安全特捜係

  - 人身安全・少年課
    - 企画係、捜査係
    - 人身安全対策室 - 人身安全対策支援第一係、人身安全対策支援第ニ係、人身安全対策支援第三係
    - 少年サポートセンター - 少年サポート係

  - サイバー犯罪対策課
    - 企画係、捜査係
    - サイバーセキュリティ対策室 - サイバーセキュリティ係、指導係、支援係

- 地域部
  - 地域企画課
    - 庶務係、企画係、移動交番係、地域指導係、職質技能指導係、災害係
    - 鉄道警察隊 - 小隊
    - 機動警ら隊 - 企画・指導係、小隊
      - ドローンパトロール隊

  - 山岳安全課
    - 企画係
    - 山岳警備隊 - 山岳係

  - 通信指令課
    - 通信システム係、初動警察企画指導係、電話交換係、通信指令係

- 刑事部
  - 刑事企画課
    - 庶務係、企画係、犯罪統計係、指導係、傍受指導係、法令係、手配共助係
    - 犯罪捜査支援室 - 支援分析係、手口係、通訳係

  - 捜査第一課
    - 企画係、強行第一係、強行第二係、強行第三係、性犯罪捜査係、特命捜査係、特殊・科学捜査係
    - 機動捜査隊 - 広域機動捜査係、小隊
    - 検視官室 - 検視係
    - 盗犯捜査室 - 盗犯捜査指導係、盗犯特捜係

  - 捜査第二課
    - 告訴係、企画係、知能犯特捜第一係、知能犯特捜第ニ係

  - 組織犯罪対策課
    - 企画分析係、犯罪収益解明係、暴力団等指定・情報指導係、暴力団排除係、暴力犯特捜係、匿名流動型グループ特捜係、薬銃特捜係、暴力犯・薬銃指導係、広域知能犯係

  - 国際捜査課
    - 企画・指導係、国際犯罪特捜係、港湾地区治安対策係

  - 鑑識課
    - 指紋係、写真係、足こん跡係、指導係、機動鑑識係

  - 科学捜査研究所
    - 指導係、法医係、化学係、物理係、文書・心理係

- 交通部
  - 交通企画課
    - 庶務係、企画係
    - 交通総合対策室 - 安全教育係、事故分析・統計係

  - 交通指導課
    - 指導係、駐車対策係
    - 交通事故事件捜査室 - 事件係、交通捜査係、交通鑑識係
    - 交通反則通告センター - 通告第一係、通告第二係

  - 交通規制課
    - 規制係、施設係、管制第一係、管制第二係

  - 運転免許センター
    - 行政処分係、免許講習係、適性相談係、高齢運転者支援係
    - 免許管理室 - 免許企画係、免許管理係
    - 運転免許試験場 - 教習所係、免許試験係
    - 高岡運転免許更新センター - 免許更新係

  - 交通機動隊
    - 中隊 - 総務係、小隊

  - 高速道路交通警察隊
    - 総務係、指導係
    - 中隊 - 小隊

- 警備部
  - 警備課
    - 危機管理係
    - 警備対策室 - 警衛・警護第一係、警衛・警護第ニ係、警備実施係
    - 警察航空隊 - 企画係、運航係、整備係、特務係

  - 公安課
    - 庶務係、企画係、サイバー攻撃対策係、情報係、捜査係
    - 外事情報室 - 情報係、捜査係

  - 機動隊
    - 総務係、指導係
    - 中隊 - 小隊

- 治安対策プロジェクトチーム

- 富山県警察学校

## データ
- 警察署数 - 14
- 交番数 - 62
- 駐在所数 - 90
- 職員数 - 1885人
- パトカー - 約240台
- 白バイ - 約20台
- 警備艇 - 1隻

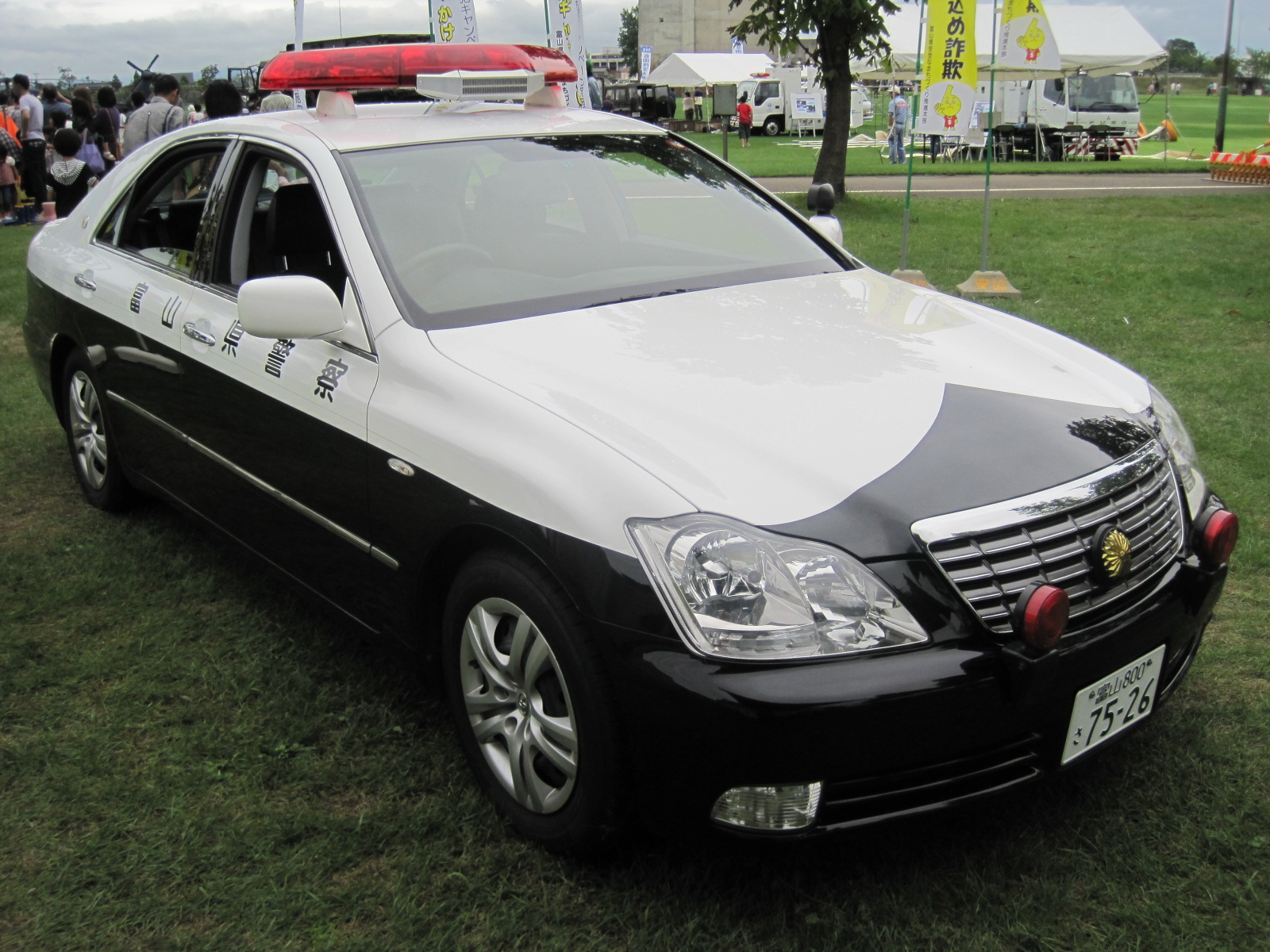
パトカ－

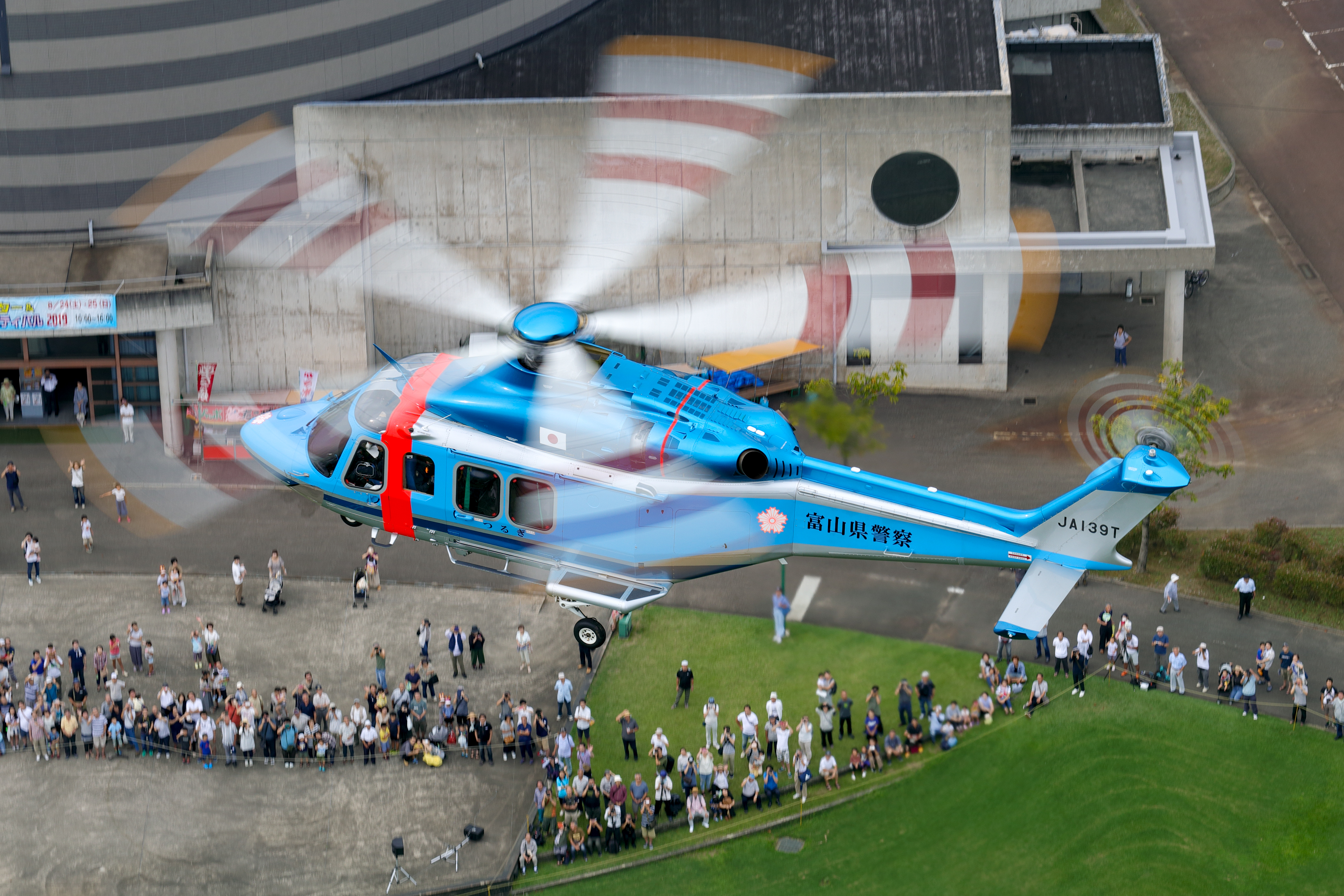
航空隊のヘリコプター

  - 富1 ありそ 射水 12m型 1999/8-
- ヘリコプター - 1機（「つるぎ」アグスタウエストランド AW139[14]、富山空港に常駐）

## 警察署
警察署数は14。警察車両ナンバー地名はすべて「富山」となる。
富山中央警察署のみ署長が警視正。そのほかの警察署の署長は警視。かつては高岡警察署の署長も警視正であった。
2021年（令和3年）2月に有識者会議である「県警の機能強化を考える懇話会」が庁舎が老朽化している小規模警察署の統合を提言し、将来的に県東部では富山市以外の5署を2署に、県西部では射水市以外の5署を2署に統合する計画である。
この統合に先立って統合が計画されている警察署では署長、副署長、次長を除く警察官が各署を兼務する体制（ブロック運用）が導入されており、2024年2月15日に砺波エリア（砺波警察署、南砺警察署、小矢部警察署）で警察官が各署を兼務するブロック運用を導入した。事件や事故の迅速な解決や夜間や休日の当直体制が改善がみられたことから、同年7月1日から高岡エリア（高岡警察署、氷見警察署）、新川西エリア（滑川警察署、上市警察署）、新川東エリア（入善警察署、黒部警察署、魚津警察署）でもブロック運用を導入し、署長、副署長、次長を除く警察官が各署を兼務する体制に移行する（富山市内の3警察署と射水警察署ではブロック運用は導入しない）。
| ※    | 地域 | 地域 | 警察署名称     | 所在地                  | 管轄区域                                                   | 前身                    |
| ---- | ---- | ---- | -------------- | ----------------------- | ---------------------------------------------------------- | ----------------------- |
| 富山 | 呉東 | 富山 | 富山中央警察署 | 富山市赤江町5-1         | 富山市中心部、北部（岩瀬地区、和合地区、水橋地区）         | 富山警察署 富山北警察署 |
| 富山 | 呉東 | 富山 | 富山南警察署   | 富山市蜷川123-1         | 富山市南部（富南地区、旧上新川郡大沢野町・大山町・細入村） | 大沢野警察署            |
| 富山 | 呉東 | 富山 | 富山西警察署   | 富山市婦中町宮ヶ島229-1 | 富山市西部（呉羽地区、旧婦負郡八尾町・婦中町・山田村）     | 八尾警察署              |
| 富山 | 呉東 | 富山 | 滑川警察署     | 滑川市加島町8           | 滑川市                                                     |                         |
| 富山 | 呉東 | 富山 | 上市警察署     | 中新川郡上市町大坪5-1   | 中新川郡上市町、立山町、舟橋村                             |                         |
| 富山 | 呉東 | 新川 | 魚津警察署     | 魚津市本江1000          | 魚津市                                                     |                         |
| 富山 | 呉東 | 新川 | 黒部警察署     | 黒部市三日市1524-1      | 黒部市                                                     | 三日市警察署            |
| 富山 | 呉東 | 新川 | 入善警察署     | 下新川郡入善町椚山1385  | 下新川郡入善町、朝日町                                     |                         |
| 富山 | 呉西 | 高岡 | 高岡警察署     | 高岡市あわら町1-5       | 高岡市（牧野地区を除く）                                   |                         |
| 富山 | 呉西 | 高岡 | 射水警察署     | 射水市今井170-1         | 射水市、高岡市の一部（牧野地区）                           | 小杉警察署 新湊警察署   |
| 富山 | 呉西 | 高岡 | 氷見警察署     | 氷見市窪300             | 氷見市                                                     |                         |
| 富山 | 呉西 | 砺波 | 砺波警察署     | 砺波市春日町1-21        | 砺波市                                                     | 出町警察署              |
| 富山 | 呉西 | 砺波 | 小矢部警察署   | 小矢部市小矢部町6-5     | 小矢部市                                                   | 石動警察署              |
| 富山 | 呉西 | 砺波 | 南砺警察署     | 南砺市荒木1008          | 南砺市                                                     | 福光警察署 井波警察署   |

廃止された警察署（現在の組織名）
- 井波警察署（南砺警察署井波幹部交番）
- 小杉警察署（射水警察署）
- 新湊警察署（射水警察署新湊幹部交番）
- 福光警察署（南砺警察署）
- 伏木警察署（高岡警察署伏木幹部交番）
- 八尾警察署（富山西警察署八尾町幹部交番）
- 富山北警察署（富山中央警察署富山北幹部交番）

## 主な事件
- 富山・長野連続女性誘拐殺人事件（1980年）：警察庁広域重要指定111号事件。被疑者として逮捕された男女2人のうち、女1人の死刑が確定した（女性死刑囚）一方、男性の無罪が確定した冤罪事件でもある。
- 高岡暴力団組長夫婦射殺事件（2000年）：主犯格2人の死刑が確定（いずれも刑を執行されず獄死）。また被害者（暴力団組長）夫婦の殺害を依頼したとして、副組長も逮捕・起訴されたが、副組長は無罪が確定。
- 氷見事件（2002年）：無実の男性が婦女暴行事件の犯人として逮捕・起訴され、懲役3年の刑に処された後に、同種の余罪を有する真犯人の存在が判明した冤罪事件。

警察官に関係する事件
- 富山駅前派出所襲撃事件 （1946年）
- 2018年（平成30年）6月26日、富山中央警察署奥田交番（富山市久方町）で男性警部補を刺し拳銃を強奪、交番近くの富山市立奥田小学校の警備員を強奪した拳銃で射殺した[15][16]。犯人は金沢駐屯地に所属していた陸上自衛隊の元隊員で[17]、小学校敷地内で拳銃で撃たれ現行犯逮捕された[17]。事件後、交番は同年7月1日に業務を再開し警察官を事件前の2倍に増員[18]。また、交番は老朽化が進んでいた[19]ほかに事件を受けて地元の要望から建て替えされることになった[20]。

- 2019年（平成31年）1月24日、富山西警察署池多駐在所（富山市池多）で男性巡査部長が男にハンマーで殴られたあと刃物で顔などを切りつけられる事件が発生[21]。男はその場で巡査部長に取り押さえられ殺人未遂の現行犯で逮捕された[21][22]。男は富山大学の学生[21]（当時）で、前年に発生した奥田交番の事件を参考にし[23]拳銃を強奪して自殺しようと思い犯行に及んだとみられる[24]。

### 未解決事件
| 事件名                             | 発生           | 概要 | 捜査 |
| ---------------------------------- | -------------- | ---- | ---- |
| 大島村選挙会場番人9人殺傷事件      | 1892年4月29日  |      | 時効 |
| 高岡市産婆強盗殺人事件             | 1935年10月5日  |      | 時効 |
| 富山市墓地未亡人強盗殺人事件       | 1937年6月15日  |      | 時効 |
| 魚津市小間物商女性強盗殺人事件     | 1945年12月5日  |      | 時効 |
| 南保村祖母・孫殺害・放火事件       | 1946年4月10日  |      | 時効 |
| 富山市女性殺害事件                 | 1948年10月13日 |      | 時効 |
| 立山町母子強盗殺人事件             | 1955年6月2日   |      | 時効 |
| 富山市材木商宅お手伝い強姦殺人事件 | 1958年9月6日   |      | 時効 |
| 拉致の可能性を排除できない事案     | 1962年1月      |      |      |
| 拉致の可能性を排除できない事案     | 1964年1月26日  |      |      |
| 高岡市女子大学生強盗強姦殺人事件   | 1965年5月22日  |      | 時効 |
| 拉致の可能性を排除できない事案     | 1968年1月      |      |      |
| 拉致の可能性を排除できない事案     | 1968年2月9日   |      |      |
| 拉致の可能性を排除できない事案     | 1974年5月13日  |      |      |
| 氷見市漁師殺害事件                 | 1975年7月15日  |      | 時効 |
| 拉致の可能性を排除できない事案     | 1979年12月18日 |      |      |
| 拉致の可能性を排除できない事案     | 1980年1月26日  |      |      |
| 拉致の可能性を排除できない事案     | 1984年5月9日   |      |      |
| 拉致の可能性を排除できない事案     | 1985年7月9日   |      |      |
| 富山市古洞ダム会社員女性殺人事件   | 1986年4月25日  |      | 時効 |
| 朝日町身元不明男性焼殺事件         | 1989年6月8日   |      | 時効 |
| 射水市ロシア人男性殺人事件         | 2007年2月      |      |      |
| 富山市会社役員夫婦殺害・放火事件   | 2010年4月20日  |      |      |
| 高岡市アルミ加工会社役員殺害事件   | 2013年12月10日 |      |      |

## マスコットキャラクター
- マスコットキャラクターである立山くんは、富山県氷見市出身の漫画家藤子不二雄Ⓐが、立山をモチーフにデザインしたものである[25]。

## 山岳警備隊
- 立山、剱岳、黒部峡谷、薬師岳等の山岳地帯を管轄し、遭難等の事故も多発するため、地域部に山岳安全課が組織され、山岳警備隊、県警察ヘリ、県消防防災ヘリ等が連携し、空陸一体となった迅速な救助活動に努めている。
- 電子メールや電話での山岳情報問い合わせに対応している。

## 不祥事
- 2016年12月 - 県警は12月14日、男性警視と男性警部が女性職員の体を触るなどのセクハラ行為をしたとして、男性警視（勤務時間外に1回女性職員の体を触る）を減給100分の10（3ヵ月）、男性警部（勤務時間内も含め複数回、女性職員の体を触ったほか、性的な言動も行った）を停職6ヵ月の懲戒処分としたと発表した[26]。
- 2018年6月 - 射水警察署地域課の男性巡査（22歳）が、2018年2月24日から4月10にかけ、勤務先の交番や警察学校で警察官4人の財布から現金計7万円を盗んでいた。県警によると男性巡査は他に12人の同僚の財布から計19万3千円を盗んだことを認め、「パチスロの資金など遊興費が欲しかった」と供述している。6月25日、県警は男性巡査を窃盗容疑で書類送検し、停職6ヵ月の懲戒処分とした。同日付で男性巡査は依願退職[27]。
- 2020年7月 - 2019年9月から2020年3月にかけて、県警の巡査から警部補までの警察官9人が富山市内の麻雀店で「賭けマージャン」を複数回していたことが2020年5月に判明。県警は同年7月、該当警察官に口頭厳重注意とした[28][29]。
- 2020年8月12日 - 通信指令課の男性巡査（25歳）が、12日午前2時頃、高岡市能町の県道で、酒気を帯びた状態で乗用車を運転。パトロール中の警察官が、信号無視する男性巡査の車を発見し、停車を呼びかけたが逃走。車は1.4キロ先で水田に脱輪し、男性巡査の呼気から基準値を超えるアルコール分が検出された。県警は同日、男性巡査を道路交通法違反（酒気帯び運転）の現行犯で逮捕した[30]。
- 2020年9月10日（発表日） - 県警所属の巡査が、2020年4月、勤務時間外にネット上に第三者が撮った18歳未満の児童が映ったわいせつな動画とパスワードを公開し、不特定多数が閲覧できるようにした。9月3日、愛知県警察が巡査を児童買春、児童ポルノに係る行為等の規制及び処罰並びに児童の保護等に関する法律違反（公然陳列）容疑で書類送検した[31]。
- 2021年8月20日 - 氷見警察署の副署長が、2021年5月下旬から7月上旬までの間、好意を抱いた知人女性に複数の商業施設内で付きまとい行為をし、SNSアカウントの交換を持ち掛けたり、近づいて話し掛けたりするなどした。女性の相談を受けた県警はストーカー行為等の規制等に関する法律違反の疑いで副署長を書類送検し、減給100分の10（3カ月）の懲戒処分とした。副署長は同日付で依願退職した。このほか、2016年～2021年5月に業務目的外で警察のシステムを使い、知人の男女9人の個人情報を照会していたことや、別の女性との不適切交際も確認された[32]。
- 2024年5月 - 交通部交通指導課の警部補が、2023年4月19日ごろから2024年2月23日ごろ、廃棄予定の備品が置かれている県警本部敷地内の倉庫に侵入し、拳銃入れ1点と手錠2点を窃盗した。盗まれた拳銃入れ1点と手錠1点は、それぞれ10万円と9万円でフリマアプリで販売されていた。県警はこれらを回収し、残る手錠1点も関係先から押収した。 5月25日、県警は警部補を窃盗と建造物侵入の疑いで逮捕した[33]。